# Waldauer Kiesteiche
Die Waldauer Kiesteiche sind ein Naturschutzgebiet in der Stadt Kassel und der Gemeinde Fuldabrück im Landkreis Kassel in Hessen.

## Allgemeines
Das Naturschutzgebiet mit der Gebietsnummer 1633201 ist 24,6 Hektar groß. Es ist zum größten Teil Bestandteil des EU-Vogelschutzgebietes „Fuldaaue um Kassel“. Im Nordwesten grenzt es an Teile des Landschaftsschutzgebietes „Stadt Kassel“, das im Geltungsbereich der Naturschutzverordnung im Naturschutzgebiet „Waldauer Kiesteiche“ aufging, im Süden an das Landschaftsschutzgebiet „Oberes Fuldatal“. Das Gebiet steht seit dem 6. August 2002 unter Naturschutz.

## Beschreibung
Das Naturschutzgebiet liegt im Süden bzw. südlich der Stadt Kassel in der Aue der Fulda. Es umfasst durch Kiesabbau entstandene Kiesteiche mit ihren Ufern und daran anschließenden Flächen. Der größere Kiesteich im Süden des Naturschutzgebietes ist durch einen Durchstich mit der Fulda verbunden. Die Uferbereiche der Teiche und die daran anschließenden Flächen sind größtenteils verbuscht bzw. bewaldet. Das Naturschutzgebiet dient in erster Linie dem Schutz verschiedener Wasservögel, die das Gebiet als Brut-, Rast- und Überwinterungsgebiet nutzen. Seit den 2010er-Jahren gibt es Nachweise von Bibern im Bereich des Naturschutzgebietes.
Das Naturschutzgebiet grenzt im Norden teilweise an die Bundesautobahn 49 und im Osten an die zur Landesstraße herabgestufte ehemalige Bundesstraße 83.